# Märkää
Märkää è il primo singolo del rapper finlandese Petri Nygård, pubblicato da Open Records il 27 febbraio 2012, anticipatore del sesto album di studio, Mun mielestä. Il brano è stato prodotto da MMEN.
L'uscita del singolo è stato annunciato attraverso un video girato il 22 gennaio 2012 contenente i ringraziamenti per l'Emma Award vinto come Innovatore dell'anno durante gli Emma gaala.
Assieme all'uscita del singolo viene pubblicata la notizia che il settimo album di studio del rapper uscirà il 25 aprile e si intitolerà Mun mielestä.

## Video
Il video mostra il rapper a Las Vegas mentre si diverte tra alcol, festini e gioco d'azzardo.

## Classifica
| Classifica                            | Massima posizione |
| ------------------------------------- | ----------------- |
| Suomen virallinen lista - Singlelista | 3                 |
| Suomen virallinen lista - Latauslista | 2                 |